# Rudy Frederiksen
Rudy Frederiksen er en dansk mand, der var sikker chat-konsulent ved Ringkjøbing Amt. Han blev kendt gennem TV 2-dokumentarprogrammet Operation X – narret til porno, der blev vist 5. september 2006.
Frederiksens arbejde var blandt andet at rådgive lærere og pædagoger om, hvordan børn og unge undgår at blive udnyttet via chat-sider på internettet, men programmet viste, ved hjælp af skjult kamera, at han selv lokkede unge piger til at deltage i pornografi mod løfter om penge og en modelkarriere.
Da sagen kom for Retten i Herning 18. juni 2007, blev Rudy Frederiksen idømt 30 dages ubetinget fængsel for distribution af pornografisk materiale med personer under 18 år jf. Straffelovens §230. Han blev dog kun dømt for at have videregivet det ulovlige materiale til programmets journalist.
Sagen vakte stor forargelse blandt mange mennesker, men da kun meget få personer meldte sig som enten vidner eller ofre, kunne anklageren ikke løfte bevisbyrden og sagen smuldrede efterhånden. Under sagen havde han siddet varetægtsfængslet i 22 dage og dommeren mente derfor, at Frederiksen havde udstået sin straf. Han valgte at modtage dommen og ankede den ikke.
I januar 2010 offentliggjorde Rudy Frederiksen et 40 sider langt forsvarsskrift, hvor han påstår, at TV 2 selv har sendt de utugtige billeder, at de har givet ham stoffer og fikseret ham ved konfrontationen. Herudover oplyser han, at Morten Spiegelhauer selv har dyrket vild sex med prostituerede og optaget det på video. Anklagerne afvises alle af Operation X.